# Eroğlu
Eroğlu ist ein türkischer Familienname. Er bedeutet „Sohn des Helden“.

## Namensträger
- Ahsen Eroğlu (* 1994), türkische Schauspielerin
- Ali Eroğlu (* 1964), türkischer Gewichtheber
- Derviş Eroğlu (* 1938), zyprisch-türkischer Politiker
- Engin Eroglu (* 1982), deutscher Unternehmer und Politiker (Freie Wähler Hessen)
- Hüseyin Eroğlu (* 1972), deutsch-türkischer Fußballspieler und -trainer
- Mahmut Eroğlu (* 1930), türkischer Skirennfahrer
- Musa Eroğlu (* 1946), türkischer Musiker
- Şeref Eroğlu (* 1975), türkischer Ringer
- Veysel Eroğlu (* 1948), türkischer Hochschullehrer und Politiker